# Sanctuaire d'Aristée à Olbia
Le Sanctuaire d'Aristée, ou Sanctuaire d'Aristée à Olbia de Provence, ou Sanctuaire de l'Acapte est un lieu dédié au culte du dieu mineur de la mythologie grec Aristée.
Il est constitué d'une grosse roche sur un terrain plat, sur la presqu'île de Giens, sur la commune d'Hyères, dans le Var. Il fut créé par les Grecs à la fin du deuxième siècle avant notre ère.
On trouve à quelques kilomètres de là, en début du tombolo Ouest, à l'Almanarre, les vestiges d'Olbia, comptoir grec, colonie de Massalia. Le sanctuaire d'Aristée faisait partie de la chôra de ce comptoir.
C'est à ce jour (2020) le seul sanctuaire connu dédié à ce dieu.

## Description et situation géographique
Ce sanctuaire est constitué d'une grosse roche schisteuse de 1 à 2 mètres de haut sur une dizaine de mètres de longueur, et 3 à 4 mètres de large. Cette roche présente en son milieu une fente, aux pieds de laquelle la plus grande densité de tessons et de mobilier a été retrouvée.

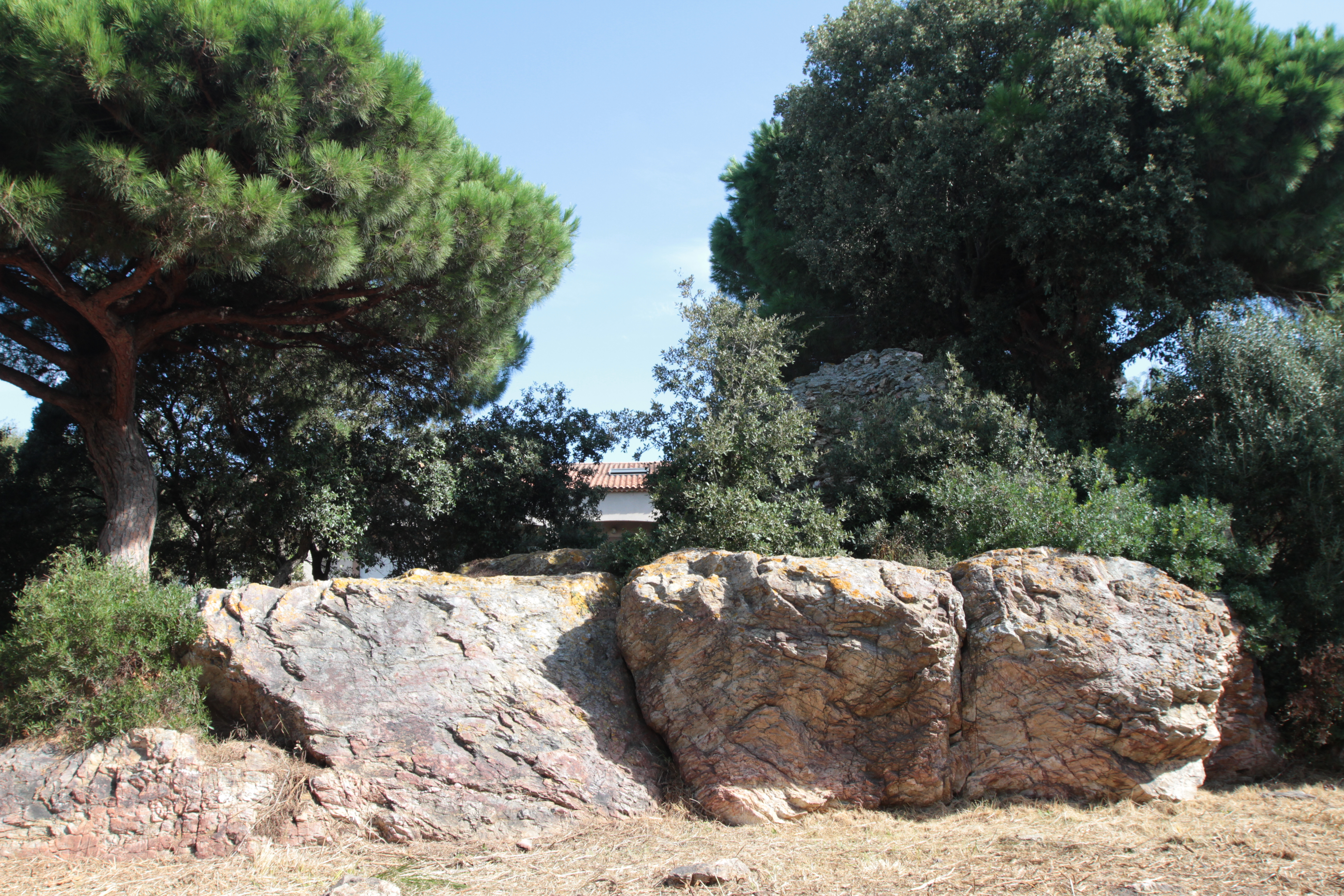
Vue de la fente au centre de roche

La roche se trouve sur une parcelle communale d'environ 1 200 m2, enceinte dans une copropriété à proximité de bâtiments et de végétation, ce qui en rend l'accès restreint aux seuls scientifiques, et exceptionnellement à de petits groupes lors de visites guidées, comme les Journées nationales de l'archéologie.
La parcelle est située en sortie du village de La Capte, au lieu-dit La Badine, sur le tombolo Est de la presqu'île.

### La tour

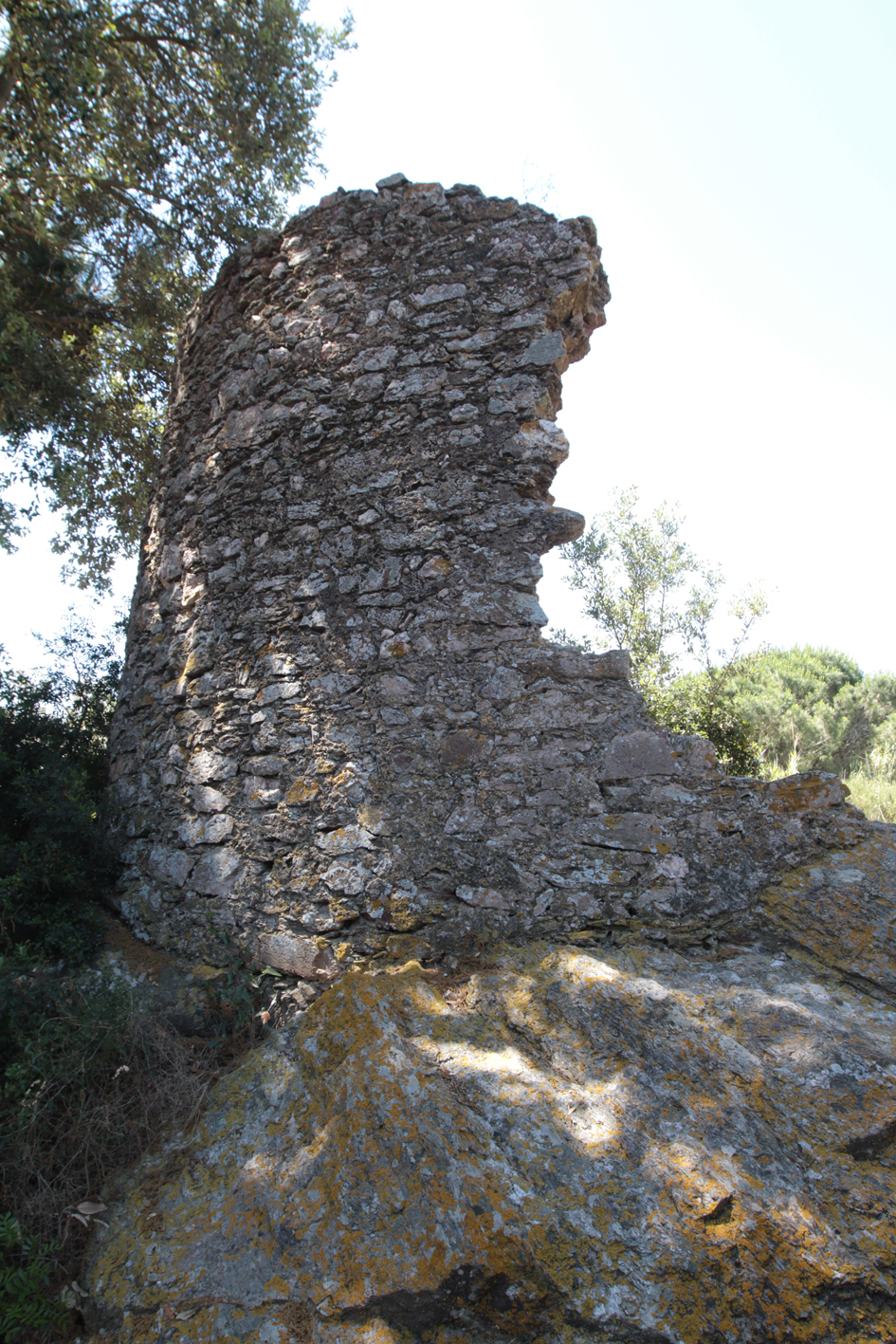
Restes de la tour génoise, sur le sanctuaire d'Aristée.

Sur le rocher se trouvent les restes postérieurs d'une tour, datant du XVIe siècle (d'après les monnaies et céramiques retrouvées alentour) qui ne doit pas être confondue ni associée au sanctuaire. Cette tour à sa base fait environ 6 mètres de diamètre. Une partie des fouilles y a été consacrée, et permet de constater que le rocher à très certainement été utilisé comme carrière pour la tour, et retaillé pour en faciliter l'édification et l'accès. Ceci, en plus de l'érosion naturelle, a changé l'aspect du rocher, qui n'est donc plus aujourd'hui conservé dans sa taille et forme originale. On a retrouvé plusieurs sépultures alentour, datant de cette époque.

### Le sanctuaire

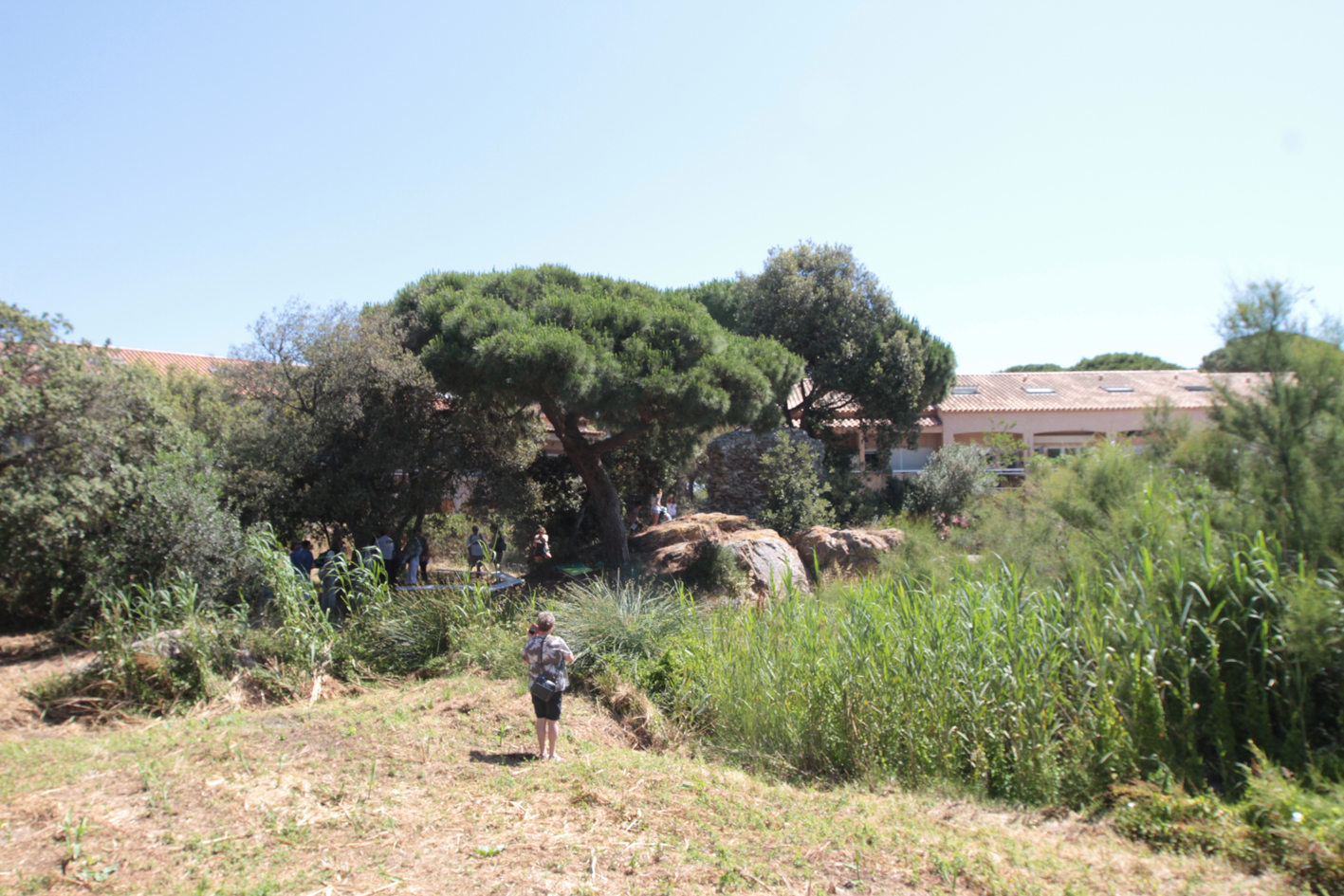
Zone humide au sud du sanctuaire d'Aristée

Il n'y a pas d'architecture, ce n'est pas un temple ; aucune construction originale ne surplombe, ne jouxte, ou n'entoure le rocher. Il n'y a pas de pavement qui constituerait un chemin à son abord, ni aucun muret ou construction de pierre faisant office de limite immobilière.
Il est probable cependant qu'une clôture de bois ait ceinturé le sanctuaire pour en marquer l'entrée bien qu'aucune preuve directe n'ait été retrouvée lors de fouilles. Cependant la présence de clous, et des tiges de section carrée trouvées au pied du rocher d'une part, et d'autre part la dédicace d'un charpentier (vase de Poulymakkos, voir paragraphe Les poteries : exemple de dédicaces), retrouvée sur un tesson, laisseraient à penser qu'un enclos ait à un moment entouré la roche.
Point remarquable, on a trouvé lors des premières campagnes de fouilles une pierre rectangulaire en grès, enfoncée profondément dans le sol près du sanctuaire. Le grès n'étant pas présent dans le milieu naturel alentour, et la forme faisant penser à un travail de taille, l'archéologue Michèle Giffault et les archéologues qui ont travaillé lors de ces premières campagnes pensent qu'il pourrait s'agir de la base d'une statue, aux pieds de laquelle les offrandes auraient pu être faites.
Ce rocher fut certainement choisi comme sanctuaire, car il devait à l'époque être particulièrement visible, émergeant d'une zone plane, en bord de mer.
Au pied de la roche se trouve une zone humide où fut retrouvé la majorité du mobilier.

### Un site unique
Ce sanctuaire est à ce jour le seul connu dans tout le monde grec qui soit dédié à Aristée. On peut se poser la question de savoir pourquoi. Outre le fait que l'on a peut-être pas encore trouvé les restes d'autres sanctuaires existant encore, cela est aussi probablement dû à deux autres facteurs.
Aristée étant un dieu « mineur » et ancien dans le panthéon grec, la dévotion qui lui était faite était très certainement bien moins importante qu'aux dieux majeurs comme Zeus ou Apollon par exemple. Ainsi moins de lieux lui étaient dédiés.
D'autre part, à ce dieu par essence « agricole », on rendait sans doute un culte dans un environnement champêtre. De ce fait, il se peut que des autels ait été dressés « dans les bois », à l'orée d'un champ, près d'un arbre, et donc aussi comme ici autour d'un rocher, d'une grosse pierre, et qu'ils aient été modestes dans leurs constitutions, ne nécessitant pas d'édification « en dur » . De ce fait, les hypothétiques aménagements tels que des autels faits de bois ne se sont pas conservés, et même si là aussi des poteries ont pu être utilisés en dédicaces, ils restent à priori introuvables, enfouis sans qu'on puisse avoir un quelconque indice de leur présence.
Le sanctuaire d'Aristé à Olbia est peut-être le seul qui ait été aménagé à une telle échelle.

## Histoire du site

### Histoire antique
Ce sanctuaire était un lieu de dévotion, de demandes d'intercessions, et de remerciements au dieu. Fréquenté en majeure partie par les Grecs, on sait aussi par les noms des dédicants que des Gaulois et sans doute même des Romains, y rendaient hommage à Aristée. Ceci dans un processus d'acculturation, ces derniers n'ayant pas ce dieu spécifique dans leurs panthéons, mais retrouvant ses attributs dans certaines de leurs divinités.
Il aurait été fondé au dernier quart du IIe siècle av. J.-C. et aurait été en usage jusqu'à la fin du premier siècle après J.C.
Simple rocher « brut » , il a peut-être été aménagé avec un autel, constitué de bois ? Si aucun reste organique n'a été retrouvé sur place, l'une des dédicaces (cf. le vase de Poulymakkos) laisse penser qu'un tel aménagement a pu exister.

### Origines des dédicants
La reconstitution des objets, le déchiffrement des inscriptions, et les études onomastiques ont apporté de précieuses informations sur les personnes à l'origine des offrandes.
Ainsi deux cent cinquante noms ioniens ont été reconstitués à partir des fragments. Ce sont également trois cent vingt et une dédicaces toutes écrites en grec, à l'exception de deux en latin que l'on a déchiffrées.
L'archéologue Michel Bats (chargé des fouilles d'Olbia de 1982 à 1989, puis de 2002 à 2008) explique en 1983, que cela a permis d'identifier 230 individus, 206 portant un nom grec, 22 des noms gaulois, et 2 des noms latins. Jacques Coupry et Michèle Gifault parlent également d'un nom punique.
D'après la lecture des noms, 70% des dédicants (dont on a retrouvé le nom complet) étaient des hommes.
Sans doute d'origine locale (d' Olbia, d'où ils arrivaient sans doute à pied, car on pense que déjà à cette époque Giens n'étaient déjà plus une île, mais reliée par le tombolo) ou régionale, et populaire dans sa grande majorité, ces gens n'étaient donc pas forcément d'origine grecque ; les Gaulois par exemple provenaient sans doute des villages alentour.
On peut se demander s'ils écrivaient eux-mêmes les textes, ou si on ne trouvait pas à l'entrée du sanctuaire, entre autres petits métiers s'y étant développés, des scribes, qui contre rémunération se chargeaient de graver sur les poteries les messages souhaités par leurs clients étrangers non bilingues et autres analphabètes. Le cas de même gaulois ayant écrit plusieurs dédicaces avec cependant une écriture différente tend à appuyer cette hypothèse.
Cependant cette pratique semble être restée marginale du fait de la grande diversité des graphies retrouvées.
On a aussi trouvé des dédicaces faites par des marins qui rappellent qu'Aristée était également le dieu offrant les « vents étésiens »,.

### Nature des offrandes
Les dédicants procédaient à des dévotions en gravant un texte de remerciement ou une demande sur une poterie, puis l'offrait au dieu. Le fait que ces poteries aient été retrouvées cassées ne semble cependant pas résulter d'une casse immédiate par le dédicant lors de l'offrande, mais plutôt à une époque plus tardive lors de l'abandon du sanctuaire.
On pense qu'ils amenaient avec eux ces poteries mais qu'ils pouvaient peut-être en acheter sur place, bien qu'aucun fourneau de cuisson n'ait été retrouvé à ce jour autour du sanctuaire. Peut-être étaient-elles produites à Olbia[réf. nécessaire].
Ces offrandes étaient aussi certainement constituées de libations. Aristée étant un dieu champêtre qui avait « offert » aux hommes le miel, la presse à huile d'olive, les fromages de chèvre et brebis, ces aliments lui étaient très certainement sacrifiés, peut être justement dans les poteries dédicacées.

### Histoire moderne du site et nature du mobilier découvert
La découverte de ce lieu a été faite fortuitement en 1967, grâce à la bonne qualité de la terre entourant la roche. Le jardinier de la propriété d'alors en ayant récupéré pour des plantations, un enfant, Olivier Meyer, 11 ans, voulait aussi en récupérer. Ce faisant il mit au jour des fragments de céramiques au pied de la roche.
Plus tard en 1972, il demanda à ses parents de l'amener sur le site archéologique d'Olbia, à fin de présenter sa découverte aux archéologues. Il rencontra Jacques Coupry (1909-1993) premier archéologue à avoir mené des recherches archéologiques sur le site, et toujours directeur des fouilles à l'époque.
Devant la trouvaille de l'enfant, des fouilles spécifiques furent alors décidées.
De 1973 à 1982 Jacques Coupry mena, avec Michèle Giffault, des campagnes de fouilles qui mirent au jour plus de 40 000 fragments de céramiques campaniennes.
Dès 1984 Michèle Giffault écrivait :
« Sur 150 mètres carrés, 35 000 tessons ont été recueillis, formant une couche homogène d'environ 10 cm d'épaisseur, recouverte de 30 à 40 cm de sable archéologiquement stérile. La densité la plus importante se trouvait au sortir de la faille qui marque le centre de la façade méridionale du rocher puisqu'on a pu compter 1 500 à 4 000 tessons par mètre carré. »
On estime que ces 40 000 fragments représenteraient 600 vases d'offrandes, les restes de neuf lampes à huile, et d'une dizaine d'amphores.
Deux cents monnaies ont également été mises au jour, en bronze, grecques et romaines pour la plupart.
On a également retrouvé des objets en métal : clous, en fer, en bronze, semences, rivets, ainsi que des tiges de section carrée. Ceci laisse penser à possibilité de la présence de pièces de bois (planches ?) assemblées pour un autel, une clôture...
Trois pierres, sous forme d'intaille ont été également mises au jour. De petits silex, des galets blancs et noirs, nombreux, semblant ne pas provenir du site même.
Le mobilier a été versé sur le fond archéologique du CNRS et se trouve pour partie entreposé dans le centre de conservation et d'étude d'Olbia.
Olivier Meyer, l'enfant inventeur du sanctuaire est par la suite devenu archéologue.

## Futur du site

### Mise en valeur
Sans doute choisie à l'époque pour sa situation dégagée et visible de loin, paradoxalement, la roche se trouve à présent comme cachée, oubliée du grand public du fait qu'elle se trouve sur une parcelle peu accessible entre végétation et bâtiments. Un pin a même poussé dessus.
La commune d'Hyères engagée depuis 2007 dans une démarche de protection de la presqu'île de Giens au travers une procédure de classement Grand Site
envisage de mettre en valeur ce site archéologique en créant un espace public, plus facilement accessible et indiqué depuis la route.
Depuis quelques années, à l'occasion des Journées nationales de l'archéologie la municipalité d'Hyères organise en collaboration avec les sites d'Olbia des « archéo-ballades » , visites du sanctuaire à destination du grand public. À cette occasion sont présentés des fac-similés des coupes et poteries mise au jour et reconstituées (voir illustration en médaillon). Une présentation de l'histoire du site et des découvertes permet de mettre en avant ce patrimoine local méconnu, et de faire le lien avec le site principal d'Olbia.

### Suites archéologiques
De nouvelles campagnes de fouilles devraient être entreprises dans un futur proche, dans le cadre de la continuité des fouilles d'Olbia, à la suite d'un projet collectif de recherche du ministère de la Culture lancé en 2017, sur « l’organisation des espaces sacrés dans les colonies grecques
d’Occident et sur l’articulation entre sanctuaires urbains et sanctuaires extra-urbains ».

## Les poteries: exemple de dédicaces

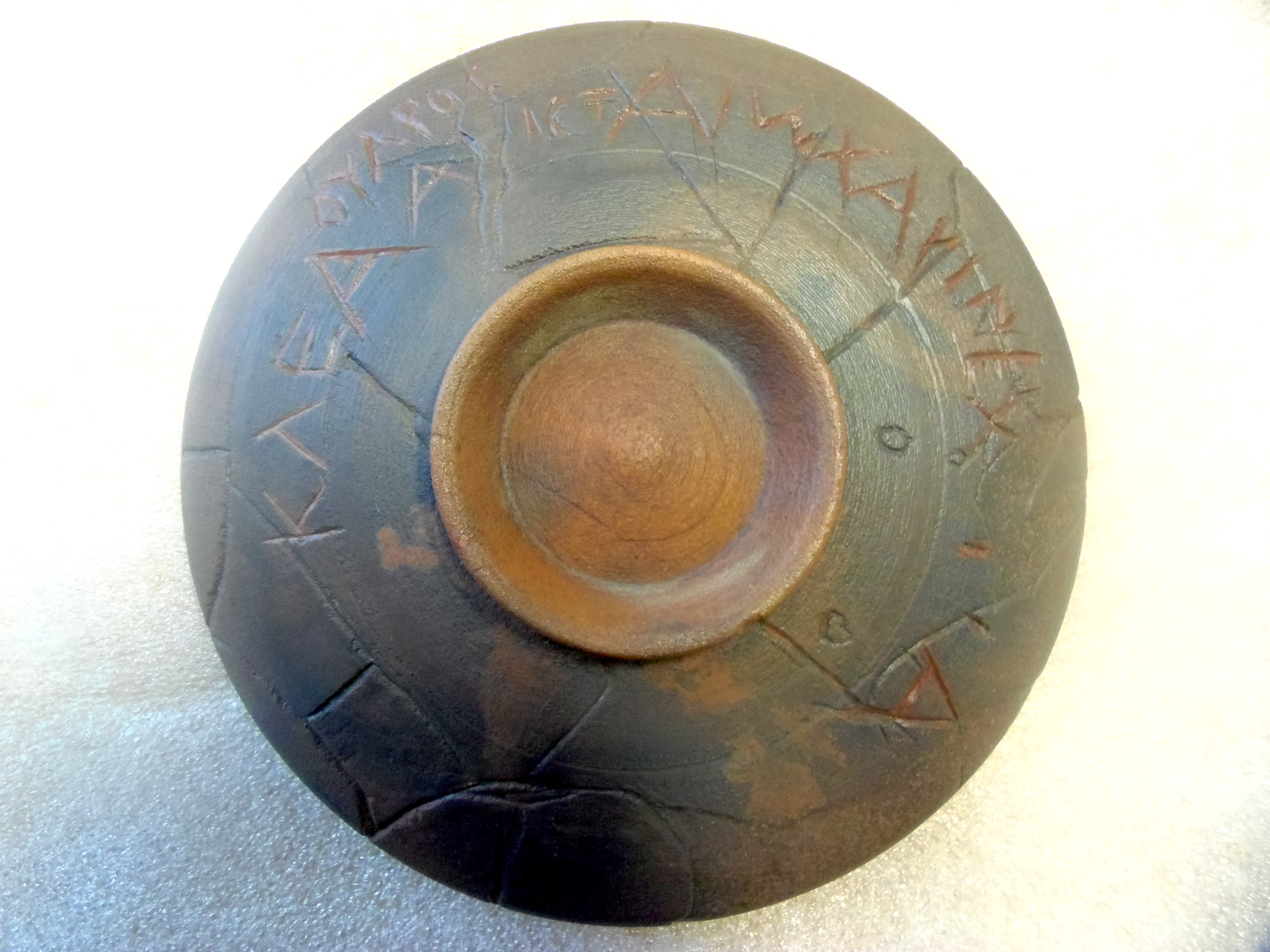
Vue dessous du fac-similé de la coupe de Klea

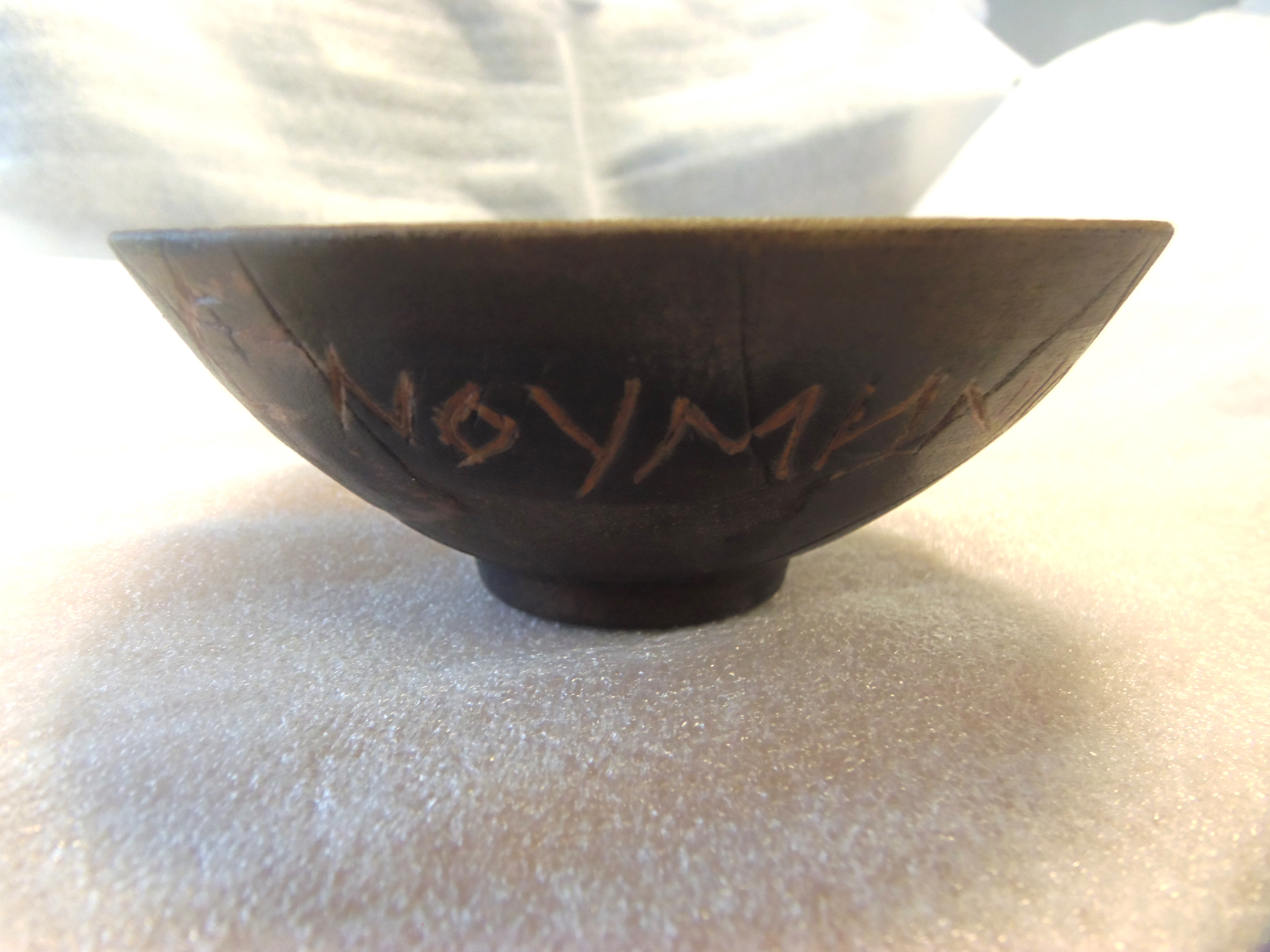
Vue de côté du fac-similé de la coupe de Klea

La plupart des textes gravés sur les tessons nous ont appris les noms, parfois les professions des dédicants (marins, charpentiers...), ainsi que la filiation et la raison de la dévotion.
Cependant, au fil du temps, il se peut que le culte se soit fait moins présent et « fort » et les inscriptions ne comportent parfois plus que le remerciement ou le nom de la personne.
Certaines poteries suffisamment reconstituées ont livré ces textes.
La formule la plus usitée est du type : « Un tel (ou Une telle), fils (ou fille) d’Un tel, à Aristée avec reconnaissance (ou exprimant sa reconnaissance) ».
Ainsi le bol d'Ana, petite coupe d'une quinzaine de centimètres de diamètre, une fois totalement reconstitué a livré l'inscription en grec suivante :
« Ana, avec reconnaissance, consacre cette offrande à Aristée, pour le réveil de sa vigueur » (?)
Le vase de Poulymakkos qui tend à accréditer la présence d'un enclos et d'un autel sur le sanctuaire :
« M'a consacré dans l'enclos d'Aristée, contre l'autel, Poulymakkos, fils de Dias, membre de la profession des charpentiers » .
La dédicace du gaulois Adretillos :
« Adretillos, fils de Solimaros, à Aristée, avec reconnaissance » .
La dédicace de Klea :
« Klea, fille d'Oulis, à Aristée avec ma reconnaissance » .